# Cuba, Novi Meksiko
Cuba je selo u okrugu Sandovalu u američkoj saveznoj državi Novom Meksiku. Prema popisu 2010. u Cubi je živjelo 735 stanovnika. Dio je metropolitanskog statističkog područja Albuquerquea. Naselje je brzorastuće. Mnogo je novih građevina, nekoliko hotela, restorana i barova. 
Godine 2005. nacionalno Božićno drvo doneseno je iz nacionalne šume Santa Fe koja je blizu Cube.

## Zemljopis
Selo se nalazi se nedaleko od vrlo prometne autoceste 550, na 36°1′6″N 106°57′35″W / 36.01833°N 106.95972°W (36.018325, -106.959642). Prema Uredu SAD-a za popis stanovništva, zauzima 3,3 km2 suhozemne površine.

## Vanjske poveznice
- Turistički vodič na Wikivoyage